# Фемі Бенуссі
Фе́мі Бену́ссі (італ. Femi Benussi, справжнє ім'я — Юфе́мія (італ. Eufemia), також відома під псевдонімами Фемі Мартін (італ. Femi Martin) і Фемі Бенуцці (італ. Femi Benuzzi); 4 березня 1945, Ровіньо, Королівство Італія) — італійська акторка кіно та театру й еротична модель істрійського походження. Одна з секс-символів італійського кіно. Відома ролями в жанрі «еротичної комедії по-італійськи». Загалом зіграла більше 80-ти ролей в кіно впродовж 1965—1983 років.

## Біографія
Юфемія Бенуссі народилась 4 березня 1945 року в істрійському місті Ровіньо, що на той час входило до складу провінції Венеція-Джулія королівства Італія (нині — Ровінь, Хорватія). Після здобуття середньої освіти дівчина вступила до університету, де вивчала літературу та філософію, аби після цього викладати в школі, але так і не завершила навчання. У майбутньому, вже у 1970-х роках, знання з педагогіки допомогли їй під час зйомок у кількох фільмах про школу. Невдалий любовний роман змусив Юфемію втекти від тітки, з якою вона жила, до Риму і саме там вона познайомилася з кінематографом.
Дівчина взяла собі сценічний псевдонім, скоротивши власне ім'я до «Фемі». Акторка дебютувала, коли їй було лише дев'ятнадцять, зігравши 1964 року невелику роль у стрічці «Червоний кат» (італ. Il boia scarlatto) Массімо Пупілло, який зняв фільм під псевдонімом «Макс Гантер». Стрічка була заснована на творах маркіза де Сада, і вона виконала роль Анні, як і режисер, під псевдонімом Фемі Мартін (італ. Femi Martin). На думку італійського кіножурналіста та письменника Джордіано Лупі, акторська гра в «Червоному каті» — найслабкіше місце фільму, крім дебютантки Фемі. Дівчина одразу привернула увагу кінематографічного світу. Згодом акторка використовувала ім'я Фемі Бенуцці (італ. Femi Benuzzi), але у більшості фільмів її підписували справжнім прізвищем.

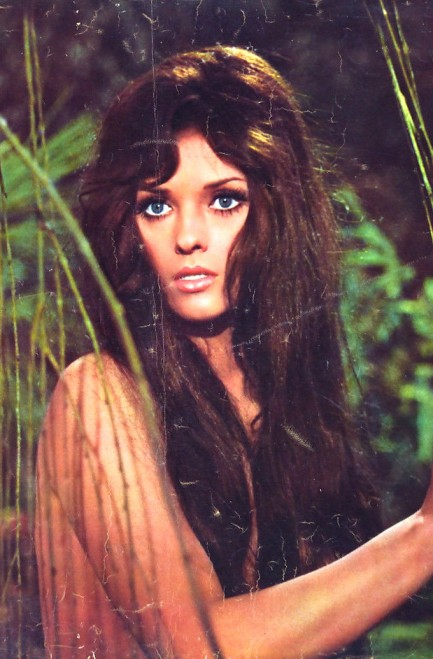
Бенуссі в образі Тарзани

Бенуссі помітив, починаючий тоді ще режисер, Паскуале Феста Кампаніле й запропонував доєднатись до акторського складу костюмованої комедії про кінець XVI століття «Діва для принца» (італ. Una vergine per il principe) 1965 року. Фемі зіграла другорядну роль куртизанки, а головні ролі дісталися зіркам італійського кіно: Вітторіо Ґассману та Вірні Лізі. У 1966 році акторка зіграла у стрічці «Птахи великі і малі» (італ. Uccellacci e uccellini) видатного італійського режисера П'єра Паоло Пазоліні. У цій єдиній появі Фемі в артгаусному кіно вона грала разом з Тото та Нінетто Даволі.
Переломним моментом у кар'єрі акторки став 1968 рік, коли вона отримала роль Ясмін у фільмі Ґвідо Малатеста 1968 року «Самоа — королева джунглів» (італ. Samoa, regina della giungla). Головну роль Самоа зіграла інша зірка італійського кіно, Едвіж Фенек, але Фемі з цього моменту стала однією із секс-символів. Перший справді еротичний фільм за участю акторки було знято у 1969 році. Режисером стрічки також виступив Малатеста і він мав назву «Тарзана, дикий секс» (італ. Tarzana, sesso selvaggio). Бенуссі зіграла Тарзану (жіночий аналог барроузівського Тарзана). З того часу образ «сексуальної старлетки» закріпився за акторкою, а її кар'єра будувалася на красі та чуттєвості. Наступні роки Бенуссі зіграла в багатьох фільмах різних жанрів, і всі вони зазвичай характеризувалися дефіцитом одягу на акторці. У 1972 році вона з'явилася в зірковому фільмі Бруно Корбуччі «Відважний Ансельмо та його зброєносець» (італ. Il prode Anselmo e il suo scudiero) у ролі Лаури.
Одна з останніх робіт Фемі Бенуссі — «Порочний» (італ. Il viziaccio) Маріо Ланді 1980 року. Еротика, яку мало хто побачив через погану постпродукцію, має подібний акторський склад, що й попередні її роботи, і яку зараз пам'ятають лише тому, що це одна з останніх ролей Бенуссі, після довгої зіркової кар'єри. На початку 1980-х років Фемі Бенуссі отримувала все менше ролей у кіно і врешті завершила кар'єру після зйомок у стрічці «Оголені тіла» (італ. Corpi nudi) Амасі Даміані 1983 року.

## Амплуа
Протягом майже двадцяти років (1965—1983) кінокар'єри Фемі Бенуссі, зігравши близько 80 ролей в кіно, заслужила звання найбільш «роздягненої» акторки в італійському кіно, бо природність, з якою вона показувала себе оголеною героїнею сміливих еротичних сцен (чи гетеросексуальних, чи лесбійських), не мала собі рівних серед колег. У більшості випадків акторка грала героїнь другого плану за деякими поодинокими виключеннями. На кар'єру Фемі від початку вплинула нестача якісних фільмів. Вона грала виключно у фільмах категорії «B», особливо комедіях та еротиці. Це не давало багато шансів отримати кращі ролі.
Доля Бенуссі схожа на долю Оркідеї Де Сантіс, яка як і Фемі відома своїми ролями в «Декамеротиці». Середземноморська зовнішність не могла залишитися непоміченою серед кінопродюсерів: довге чорне волосся, пустотливий погляд, яскраво-блакитні очі, велика фігура. Фемі Бенуссі була саме тією акторкою, яка була потрібна кіно кінця 1960-х років. З іншої сторони вона розчарувалася в італійському кіно:
Якщо ми хочемо працювати, ми повинні прийняти пропозиції продюсерів. Вони хочуть, щоб ми були роздягненими та доступними, якщо жінка гарна, вони лише про це просять.
оригінальний текст (італійська)
Se vogliamo lavorare, dobbiamo accettare le proposte dei produttori. Ci vogliono svestite e disponibili, se una donna è bella le chiedono soltanto quello.
— Фемі Бенуссі про акторок в італійській кіноіндустрії впродовж 1960—1980 років, 
Проте на піку свого успіху з еротичною комедією вона змінила свою думку щодо ролі жінки в кіно. Бенуссі вміла грати еротичні ролі дуже добре і з великою природністю, поєднуючи красу з чудовою акторською майстерністю, іронією та чуттєвістю. Фемі Бенуссі була лівих поглядів, ймовірно через те, що вона походила з соціалістичної Югославії:
Я за державне кіно. Несправедливо, що кілька людей заробляють нечувані суми, а більшість акторів і режисерів тягнуть воза.
оригінальний текст (італійська)
Sono per il cinema di stato. Non è giusto che poche persone guadagnino somme favolose mentre la maggior parte degli attori e cineasti tirano la carretta.
— Фемі Бенуссі про фінансування кінематографа, 

## Фільмографія
| Рік  |   | Українська назва                                             | Оригінальна назва                                                | Роль                                                                                               |
| ---- | - | ------------------------------------------------------------ | ---------------------------------------------------------------- | -------------------------------------------------------------------------------------------------- |
| 1965 | ф | Червоний кат                                                 | Il boia scarlatto                                                | Енні (італ. Annie). У титрах зазначена як Фемі Мартін (італ. Femi Martin)                          |
| 1966 | ф | Діва для принца                                              | Una vergine per il principe                                      | куртизанка (італ. una cortigiana)                                                                  |
| 1966 | ф | Птахи великі і малі                                          | Uccellacci e uccellini                                           | Луна (італ. Luna)                                                                                  |
| 1966 | ф | Мурашки по шкірі                                             | Un brivido sulla pelle                                           | Сьюзі Мартін (італ. Susy Martin)                                                                   |
| 1966 | ф |                                                              | 00/ciak operazione mondo                                         | Невідомо                                                                                           |
| 1967 | ф | Три пістолета проти Цезаря                                   | 3 pistole contro Cesare                                          | Тула, танцівниця Гонконгу (італ. Tula)                                                             |
| 1967 | ф | Народжений вбивати                                           | Nato per uccidere                                                | Флорі Волтамор (італ. Flory Waltamore)                                                             |
| 1967 | ф | Час грифів                                                   | Il tempo degli avvoltoi                                          | Рубіа (італ. Rubia)                                                                                |
| 1967 | ф | Людина прийшла вбивати                                       | L'uomo venuto per uccidere (ісп. Un hombre vino a matar)         | Гелен (ісп. Helen)                                                                                 |
| 1967 | ф | Під звуки дробовика                                          | A suon di lupara                                                 | Роберта (італ. Roberta)                                                                            |
| 1968 | ф | Слава лицарства                                              | перс. شکوه جوانمردی                                              | Невідомо                                                                                           |
| 1968 | ф | Найбільший комплект з усіх                                   | The Biggest Bundle of Them All                                   | дружина дядька Карло (англ. Uncle Carlo's Wife)                                                    |
| 1968 | ф | Самоа — королева джунглів                                    | Samoa, regina della giungla                                      | Ясмін (італ. Yasmin)                                                                               |
| 1968 | ф | Радхапура — кінцева станція проклятих                        | нім. Radhapura – Endstation der Verdammten                       | Лінда (нім. Linda)                                                                                 |
| 1968 | ф | Реквієм за гринго                                            | Requiem per un gringo (ісп. Réquiem para el gringo)              | Альма (ісп. Alma)                                                                                  |
| 1968 | ф | Ель-Зорро                                                    | El Zorro                                                         | Ізабелла (італ. Isabella)                                                                          |
| 1968 | ф | У фрау Господині також є граф                                | нім. Frau Wirtin hat auch einen Grafen                           | Джованна (нім. Giovanna)                                                                           |
| 1968 | ф | Відпочинок на Коста Смеральда                                | Vacanze sulla Costa Smeralda                                     | Маріса (італ. Marisa)                                                                              |
| 1968 | ф | Вбивство за покликанням                                      | Omicidio per vocazione                                           | Симона (італ. Simone)                                                                              |
| 1969 | ф | Тарзана, дикий секс                                          | Tarzana, sesso selvaggio                                         | Тарзана (італ. Tarzana)                                                                            |
| 1969 | ф | Блондинка – приманка для вбивці                              | нім. Blonde Köder für den Mörder                                 | Лоїс Сіммонс (нім. Lois Simmons)                                                                   |
| 1969 | ф | Гарячі ночі Поппеї                                           | Le calde notti di Poppea                                         | Лівія (італ. Livia)                                                                                |
| 1969 | ф | Кінтана                                                      | Quintana                                                         | донна Вірджинія Де Рама (італ. Donna Virginia De Rama)                                             |
| 1970 | ф | Що роблять наші супермени серед незайманих джунглів?         | Che fanno i nostri supermen tra le vergini della jungla?         | Невідомо                                                                                           |
| 1970 | ф | Червоний знак божевілля                                      | Il rosso segno della follia (ісп. Un hacha para la luna de miel) | Аліса Нортон (італ. Alice Norton)                                                                  |
| 1970 | ф | Звір                                                         | La belva                                                         | У титрах не вказана. Подруга Мод (італ. L'amica di Maud)                                           |
| 1971 | ф | Якщо я зустріну тебе, я тебе вб'ю                            | Se t'incontro t'ammazzo                                          | дівчина з салуну (італ. ragazza del saloon)                                                        |
| 1971 | ф | Звірі                                                        | Le belve                                                         | Кончетта Спарапаолі (італ. Concetta Sparapaoli)                                                    |
| 1971 | ф | Людина еротична                                              | Homo Eroticus                                                    | Ерсилія (італ. Ersilia)                                                                            |
| 1971 | ф | Ця свобода мати… мокрі крила                                 | Questa libertà di avere… le ali bagnate                          | Міріам (італ. Miriam)                                                                              |
| 1972 | ф | Цінний фахівець із впевненим майбутнім                       | Un apprezzato professionista di sicuro avvenire                  | Лучієтта Ардуні (італ. Lucietta Arduni)                                                            |
| 1972 | ф | Кривава історія                                              | англ. Blood Story                                                | Дороті (італ. Dorothy)                                                                             |
| 1972 | ф | Декамерон №3 — Найгарніші жінки Боккаччо                     | Decameron nº 3 — Le più belle donne del Boccaccio                | Епізод «Ревнивий чоловік» (англ. Il geloso). Мадонна Ізабелла (італ. Madonna Isabella)             |
| 1972 | ф | Теплі ночі Декамерона                                        | Le calde notti del Decameron                                     | Зейнаб (італ. Zeinab)                                                                              |
| 1972 | ф | Одкровення сексуального маніяка начальнику мобільної бригади | Rivelazioni di un maniaco sessuale al capo della squadra mobile  | Серена (італ. Serena)                                                                              |
| 1972 | ф | Поганий порядок                                              | La mala ordina                                                   | Нана (італ. Nana)                                                                                  |
| 1972 | ф | Заборонені ігри Аретіно П'єтро                               | I giochi proibiti de l'Aretino Pietro                            | Віолетта Де' Барді (італ. Violetta De' Bardi)                                                      |
| 1972 | ф | Кентербері заборонено                                        | Canterbury proibito                                              | Віола (італ. Viola)                                                                                |
| 1972 | ф | Поппея... повія на службі імперії                            | Poppea… una prostituta al servizio dell'impero                   | Поппея (італ. Poppea)                                                                              |
| 1972 | ф | Нарешті... тисяча і одна ніч                                 | Finalmente… le mille e una notte                                 | Зумуруд (італ. Zumurud)                                                                            |
| 1972 | ф | Відважний Ансельмо та його зброєносець                       | Il prode Anselmo e il suo scudiero                               | Лаура (італ. Laura)                                                                                |
| 1973 | ф | Чудові доньки фрау Господині                                 | нім. Frau Wirtins tolle Töchterlein                              | Кларисса (нім. Clarissa)                                                                           |
| 1973 | ф | Твоє задоволення — моє                                       | Il tuo piacere è il mio                                          | графиня Жозеліта Естебан Де Фієрро / Розалія (італ. contessa Joselita Esteban De Fierro / Rosalia) |
| 1973 | ф | Коли кохання — це чуттєвість                                 | Quando l'amore è sensualità                                      | Анжела (італ. Angela)                                                                              |
| 1973 | ф | Дівчина з Віа Кондотті                                       | La ragazza di via Condotti                                       | Лаура (італ. Laura)                                                                                |
| 1973 | ф | Паоло гарячий                                                | Paolo il caldo                                                   | повія (італ. prostituta)                                                                           |
| 1973 | ф | Брюнетка, струнка, шукає суперобдарованих                    | Bruna, formosa, cerca superdotato                                | Ліза Манчіні (італ. Lisa Mancini)                                                                  |
| 1974 | ф | Збочені підлітки                                             | Adolescenza perversa (фр. Adolescence pervertie)                 | Мірелла (фр. Mirella)                                                                              |
| 1974 | ф | Легше тримати рот відкритим...                               | фр. C'est plus facile de garder la bouche ouverte…               | Джина Манкорі (фр. Gina Mancori)                                                                   |
| 1974 | ф | З голими кулаками                                            | A pugni nudi                                                     | Анна (італ. Anna)                                                                                  |
| 1974 | ф | Прислуга                                                     | Il domestico                                                     | Лола Мандрагалі (італ. Lola Mandragali)                                                            |
| 1974 | ф | Carnalità                                                    | Carnalità                                                        | Анна (італ. Anna)                                                                                  |
| 1974 | ф | Там, де сонце не світить                                     | Là dove non batte il sole                                        | італійська повія (італ. la prostituta italiana)                                                    |
| 1974 | ф | Сім чудових рогоносців                                       | I sette magnifici cornuti                                        | Мафальда / дружина газетного кіоскера (італ. Mafalda / moglie dell'edicolante)                     |
| 1975 | ф | Вбивця знову змушений вбивати                                | L'assassino è costretto ad uccidere ancora                       | білява дівчина (італ. ragazza bionda)                                                              |
| 1975 | ф | Сімка дикарів                                                | I sette del gruppo selvaggio                                     | Розі (італ. Rosie)                                                                                 |
| 1975 | ф | Месник кидає виклик місту                                    | Il giustiziere sfida la città                                    | Флора (італ. Flora)                                                                                |
| 1975 | ф | Оголись для вбивці                                           | Nude per l'assassino                                             | Лючія Серезер (італ. Lucia Cereser)                                                                |
| 1975 | ф | Новачок                                                      | La novizia                                                       | Нунціатіна (італ. Nunziatina)                                                                      |
| 1975 | ф | Незаймана в сім'ї                                            | Una vergine in famiglia                                          | Розіна (італ. Rosina)                                                                              |
| 1975 | ф | Приватні уроки                                               | Lezioni private                                                  | Розіна, покоївка Джуліо (італ. Rosina, cameriera di Giulio)                                        |
| 1975 | ф | Милі тітоньки                                                | Le dolci zie                                                     | Мімі (італ. Mimì)                                                                                  |
| 1975 | ф | Кровосос веде танок                                          | La sanguisuga conduce la danza                                   | Сибіл (італ. Sybil)                                                                                |
| 1975 | ф | Випускниця                                                   | La collegiale                                                    | Емі (італ. Emy)                                                                                    |
| 1975 | ф | Консультант                                                  | La commessa                                                      | аргентинка (італ. donna argentina)                                                                 |
| 1976 | ф | Племінний бик                                                | Un toro da monta                                                 | Сабріна Карлі (італ. Sabrina Carli)                                                                |
| 1976 | ф | Вчителька мов                                                | La professoressa di lingue                                       | Памела (італ. Pamela)                                                                              |
| 1976 | ф | Гарна землячка                                               | Campagnola bella                                                 | Летиція (італ. Letizia)                                                                            |
| 1976 | ф | Дружина мого батька                                          | La moglie di mio padre                                           | Патриція (італ. Patrizia)                                                                          |
| 1976 | ф | Яка лікарка, хлопці!                                         | Che dottoressa ragazzi!                                          | Кармеліна (італ. Carmelina)                                                                        |
| 1976 | ф | Змішаний клас                                                | Classe mista                                                     | тітка Текла (італ. zia Tecla)                                                                      |
| 1976 | ф | Чорношкіра покоївка                                          | La cameriera nera                                                | Маріоліна (італ. Mariolina)                                                                        |
| 1976 | ф | Працівниці автострад                                         | Le impiegate stradali                                            | Маріса Коллі (італ. Marisa Colli)                                                                  |
| 1976 | ф | Удар по сім'ї                                                | Stangata in famiglia                                             | Маргарита (італ. Margherita)                                                                       |
| 1977 | ф | Зло, любов і смерть                                          | Mala, amore e morte                                              | Маріса (італ. Marisa)                                                                              |
| 1977 | ф | Дорога прекрасна племінниця                                  | Cara dolce nipote                                                | покоївка Марієтта (італ. colf Marietta)                                                            |
| 1977 | ф | Дорога наречена                                              | Cara sposa                                                       | Невідомо                                                                                           |
| 1977 | ф | Провінційні грішники                                         | Peccatori di provincia                                           | Джиджия (італ. Gigia)                                                                              |
| 1978 | ф | Malabestia                                                   | Malabestia                                                       | Марія (італ. Maria)                                                                                |
| 1978 | ф | Механічний острів                                            | Isola meccanica                                                  | Невідомо                                                                                           |
| 1979 | ф | Supersexymarket                                              | Supersexymarket                                                  | Антонелла (італ. Antonella)                                                                        |
| 1980 | ф | Порочний                                                     | Il viziaccio                                                     | Клементіна (італ. Clementina)                                                                      |
| 1980 | с | Вороги шкіри                                                 | Nemici per la pelle                                              | Епізод «Сусідська трава» (італ. L'erba del vicino). Клементіна (італ. Clementina)                  |
| 1981 | ф | Еротичний пафос                                              | Erotiko pathos                                                   | Марша (італ. Marsha)                                                                               |
| 1982 | ф | Комунальний месенджер практично шпигун                       | Messo comunale praticamente spione                               | У титрах не вказана. Анна (італ. Anna)                                                             |
| 1983 | ф | Mizzzzica... ma che è proibitissimo?                         | Mizzzzica… ma che è proibitissimo?                               | невідомо                                                                                           |
| 1983 | ф | Оголені тіла                                                 | Corpi nudi                                                       | Фемі (італ. Femi)                                                                                  |